# Position of Flexion
Position of Flexion (POF) o 3D Positions Of Flexion, tradotto letteralmente come Posizione di flessione, è un tipo di allenamento coi pesi (Resistance training) applicato nell'attività di bodybuilding, ideato nel 2001 dallo statunitense Steve Holman, editore del giornale Iron Man. Questo venne trattato per la prima volta nel libro Train, Eat, Grow: The Positions-of-flexion Muscle-training Manual edito nello stesso anno. Il sistema si concentra nel colpire il muscolo bersaglio da 3 angolazioni con 3 diversi esercizi. Viene anche chiamato "3D", perché impone lo stimolo di ogni muscolo da 3 angolazioni, e ciascuno di questi punti, o posizioni, producono stimoli muscolari specifici.
(Steve Holman)

## Definizione
Il metodo Position of Flexion (POF) prevede che lo stimolo su un muscolo venga svolto durante tutto il suo arco di movimento. Esso impone la scelta di 3 esercizi per gruppo muscolare, ognuno dei quali si concentra su un diverso range di movimento (Range of motion, ROM), rispettivamente nella posizione intermedia, nella fase di massimo allungamento, e in quella di massimo accorciamento. L'obiettivo del POF sarebbe quello di colpire il muscolo bersaglio da più angolazioni, variando il range of motion (ROM) muscolare e articolare, e/o la traiettoria articolare, o la posizione dei segmenti ossei in partenza. I 3 esercizi somministrati vengono impostati essenzialmente in base a determinate caratteristiche fondamentali: il diverso ROM o la diversa posizione di partenza di un segmento osseo, e il numero variabile di articolazioni coinvolte nell'esercizio (multiarticolare o monoarticolare). Il primo dei tre esercizi è caratterizzato da un range di movimento intermedio (cioè che non porta il muscolo bersaglio né in massima contrazione né in massimo stiramento) ed è di natura multiarticolare (coinvolge più di un'articolazione). Il secondo esercizio pone il muscolo interessato in massimo stiramento (pre-stiramento), è solitamente monoarticolare (il movimento coinvolge una sola articolazione) e spesso prevede un ROM incompleto senza consentirne la massima contrazione. Il terzo esercizio porta il muscolo in massima contrazione (pre-contrazione) ed è anch'esso monoarticolare. La teoria del POF si pone come obiettivo il coinvolgimento di più fibre possibili componenti un gruppo muscolare anche mediante diverse modalità di esecuzione a seconda della natura dell'esercizio. Per i tricipite brachiale, ad esempio potrebbe significare l'esecuzione delle distensioni su panca a presa stretta (posizione intermedia), estensioni dietro la testa (massimo allungamento), e push down (massima contrazione). In questa maniera, il fine è quello di colpire il muscolo selezionato in 3 modalità diverse, ognuna delle quali impone un diverso livello di contrazione/allungamento dello stesso.
- Posizione intermedia: Il primo esercizio poliarticolare a ROM intermedio dovrebbe essere svolto con un numero di ripetizioni medio-basso, carichi mediamente più elevati, quindi maggiori intensità (% 1-RM), un ritmo esecutivo sostenuto e tempi di recupero mediamente più lunghi tra le serie. Questa modalità consentirebbe di reclutare la maggior parte delle fibre muscolari, tra cui le fibre muscolari rapide o IIb, le fibre che rispondono meglio all'ipertrofia e alla forza massimle, le quali vengono coinvolte più efficacemente con movimenti multiarticolari, carichi ed intensità maggiori, basse ripetizioni e pause più lunghe.[5].
- Posizione di allungamento: Il secondo esercizio, in genere monoarticolare, porta il muscolo bersaglio in massimo allungamento. Vista la modalità monoarticolare andrebbe eseguito con ripetizioni e intensità intermedie, Time Under Tension (TUT) più lunghi e tempi di recupero più ridotti. È consigliabile eseguire la fase eccentrica in maniera lenta e controllata, raggiungere la posizione di massimo allungamento introducendo una sosta isometrica, per svolgere la fase concentrica in maniera più rapida. Questa modalità consentirebbe di reclutare le fibre "di riserva"[5] intermedie tra le rapide e le lente, ovvero le IIa, oltre che quelle di tipo I.
- Posizione di accorciamento: Il terzo esercizio, monoarticolare, porta il muscolo allenato in posizione di pre-contrazione, consentendo di raggiungere la massima contrazione possibile durante la fase concentrica. Essendo monoarticolare, anche in questo caso vengono suggeriti maggiori ripetizioni, maggiori TUT, pause più brevi e intensità ridotte. Ogni ripetizione può essere conclusa con una sosta isometrica in massima contrazione (Peak contraction).[5] Considerato l'affaticamento cumulativo delle fibre di tipo II e le maggiori ripetizioni, tale esercizio andrebbe ad enfatizzare il lavoro sulle fibre lente o di tipo I, più adatte alla resistenza e ai movimenti lenti e prolungati.

Il POF non è una metodica che prevede necessariamente dei parametri di allenamento particolarmente definiti come intensità, % 1-RM, volume, cedimento muscolare, frequenza, tempo di recupero, come potrebbe essere per altri stili di allenamento come l'High Intensity Training (HIT) o il German Volume Training (GVT). L'unica regola generale fondamentale è quella della scelta ponderata degli esercizi, 3 diversi per ogni gruppo muscolare, ma lasciando la possibilità di scegliere i vari parametri in maniera indipendente, anche integrando al suo interno ulteriori metodiche.

### Posizione intermedia (massima forza)
Secondo Holman, gli esercizi che reclutano il muscolo bersaglio in posizione intermedia con un ROM parziale, sono solitamente esercizi base fondamentali (multiarticolari), come le distensioni su panca con bilanciere e lo squat o il rematore. Questi non prevederebbero né il raggiungimento della posizione in massimo allungamento, né in massimo accorciamento del gruppo muscolare interessato. Questa categoria di esercizi, proprio per il range of motion ridotto, consentirebbe il sollevamento di carichi maggiori. Questi esercizi sono, nella maggior parte dei casi, i movimenti multiarticolari che coinvolgono un largo numero di gruppi muscolari in una volta. Il coinvolgimento di più catene muscolari significa che è possibile sovraccaricare il muscolo bersaglio con carichi più pesanti (squat o stacchi). Essi non solo sovraccaricano il muscolo bersaglio, ma favoriscono una maggiore risposta degli ormoni anabolici come il testosterone quando si sollevano alti carichi fino al cedimento muscolare. La chiave per l'incremento della risposta anabolica è proprio il lavoro polimuscolare, cioè l'esercizio che coinvolge più gruppi muscolari possibili. Questi permettono di ottimizzare il guadagno di forza grazie ai carichi pesanti che è possibile utilizzare. Generare la massima forza è il metodo per stimolare la cascata di segnali anabolici e stimolare le fibre muscolari IIb a contrazione rapida, cioè quelle più potenti del corpo e più ipertrofizzabili. Se non ci si allena con esercizi che permettono di generare più forza, non si riesce a stimolare l'aumento di queste fibre, in quanto sono le ultime ad intervenire in risposta alle alte intensità di carico (>80% 1-RM). In molti casi, gran parte dello stress e della pressione nel movimento avviene nella sezione intermedia del movimento.

### Posizione di allungamento (sovraccarico in allungamento)
Gli esercizi in posizione di allungamento portano il muscolo bersaglio nella posizione maggiormente stirata, ad esempio le estensioni dietro la testa per i tricipiti e i pullover per il petto e dorso. Solitamente gli esercizi in posizione di allungamento sono di isolamento (monoarticolari). La sua teoria suggerisce che in questa categoria di esercizi non possa essere sollevato più carico, perché il maggiore stress si concentra nella parte finale del movimento. Gli esercizi in posizione di allungamento sarebbero monoarticolari (o di isolamento) a sinergia muscolare medio-bassa, e dovrebbe essere impiegato il massimo sovraccarico possibile nella posizione di massimo allungamento del gruppo muscolare interessato. Un altro scopo dei movimenti in allungamento sarebbe inoltre l'attivazione dei fusi neuromuscolari e del conseguente riflesso miotatico in grado di consentire un maggiore reclutamento delle fibre nell conseguente fase concentrica, un punto più facilmente raggiungibile con gli esercizi di isolamento.
Un'ipotesi di Holman sull'efficacia degli esercizi in posizione di allungamento di fonda sui risultati di una ricerca di Antonio e Gonyea (1993) effettuata su animali, in cui venne ottenuto un incremento del 300% della massa mussa muscolare in un solo mese. L'unica forma di stress muscolare nell'esperimento era l'uso di un sovraccarico progressivo mantenendo una contrazione isometrica (senza modificare la lunghezza del muscolo) in massimo allungamento. Gli scienziati aumentarono gradualmente la resistenza sulle ali degli uccelli oggetto del test in una posizione delle ali estremamente allungata durante il corso di un mese di esercizio.
(Antonio e Gonyea, 1993)
In altre parole, i ricercatori conclusero che i guadagni nella massa muscolare erano stati ottenuti mediante iperplasia (aumento del numero delle fibre muscolari), piuttosto che ipertrofia (aumento del volume). Questo usando un sovraccarico progressivo aumentato quasi ad ogni sessione. Come gli esercizi in posizione intermedia, anche quelli in allungamento consentono di generare una forza considerevole.

### Posizione di contrazione (tensione continua, occlusione vascolare)
Sono gli esercizi che portano in massima contrazione in partenza il muscolo interessato, come il curl in concentrazione per i bicipiti, il leg extension per quadricipiti, o il push down per tricipiti. Sarebbero degli esercizi di isolamento a bassa sinergia muscolare, in cui viene enfatizzato il massimo sovraccarico nella posizione di massimo accorciamento del muscolo bersaglio.
Secondo Holman, dato che questi esercizi non permetterebbero al muscolo di rilassarsi durante una serie, essi produrrebbero un'alta occlusione vascolare, bloccando il flusso sanguigno verso il muscolo allenato. Secondo la sua teoria, portare in pre-contrazione un muscolo agonista equivarrebbe ad applicare la tecnica dell'occlusione vascolare. Per dare valore a questa ipotesi, sono stati riportati alcuni studi che hanno dimostrato come l'occlusione vascolare di determinati distretti corporei mediante l'utilizzo di fasce che bloccavano la circolazione e l'apporto di nutrienti, abbiano in seguito aumentato la forza muscolare durante l'esecuzione dello stesso esercizio senza occlusione. Altri studi riportati sottolineavano che l'occlusione vascolare porta a degli effetti sull'ipertrofia muscolare superiori rispetto al metodo tradizionale.
Si è ipotizzato che i vantaggi dati dall'occlusione vascolare sui guadagni di forza e ipertrofia possano essere dovuti all'immediata proliferazione di sangue nella parte del corpo precedentemente bloccata, una volta che riprende il flusso sanguigno verrebbe sollecitato lo sviluppo di componenti legati alla durata come il letto capillare e i mitocondri cellulari. Gli scienziati hanno suggerito che il bagno di sangue nella parte del corpo che si verifica dopo l'occlusione è in grado di produrre una serie di reazioni favorevoli sulla risposta adattativa del muscolo.

### Analisi e controversie
Il metodo Position of Flexion (POF) si è dimostrato un'interessante strategia che enfatizza molto lo stimolo del muscolo bersaglio da diverse angolazioni con diversi esercizi. In questo senso il POF prende in considerazione dei cenni di biomeccanica, chinesiologia e anatomia del muscolo scheletrico, oltre all'interpretazione di alcuni risultati scientifici, per poter impostare un allenamento in maniera più razionale e produttiva, in quanto riconosce che esercizi diversi che colpiscono il muscolo da angolazioni diverse con un range of motion (ROM) diverso, andranno a stimolare i diversi fasci o componenti di un muscolo. Ecco che quindi cerca di invitare l'atleta a comprendere al meglio la sequenza degli esercizi per poter offrire uno stimolo muscolare più completo e teoricamente superiore. Diverse evidenze scientifiche infatti riconoscono la superiorità dell'utilizzo di diversi esercizi, ed è stato determinato chiaramente che esercizi diversi possono stimolare parti diverse di un gruppo muscolare, potenzialmente variandone l'architettura e la lunghezza. Ciò potrebbe anche far comprendere l'assenza di criterio di alcune schede di allenamento o sequenze di esercizi, dove ognuno di essi potrebbe prevedere sempre lo stesso movimento, variando solo l'attrezzo o il macchinario, e impedendo che il muscolo possa essere stimolato da altre angolazioni e con movimenti di natura completamente diversa. Potrebbe essere il caso di un'ipotetica sequenza di esercizi composta da: push down con barra, push down con corda, push down monolaterale (per tricipite brachiale); oppure: standing calf machine, calf alla pressa, donkey calf (per tricipite surale); oppure: curl bilanciere, curl manubri, curl al cavo (per bicipite brachiale). In tutti i casi trattasi effettivamente dello stesso esercizio ripetuto per tre volte, in cui il movimento rispettivo del tricipite brachiale, del tricipite surale e del bicipite brachiale non subisce alcuna variazione biomeccanica significativa. Il POF invece prende in considerazione il fatto non trascurabile che i gruppi muscolari possono essere stimolati da angolazioni anche molto diverse, quindi il loro reclutamento può venire largamente condizionato, ad esempio, dalla posizione di partenza dei segmenti ossei. I fasci muscolari biarticolari infatti, per essere più efficacemente reclutati, in buona parte dei casi dovrebbero partire da una posizione pre-stirata. Come per altre teorie di allenamento pseudo-scientifiche, anche il POF non manca però di contraddizioni e punti deboli.

#### Aspetti biomeccanici
Sarà necessario innanzitutto citare due importanti leggi muscolari fondamentali:
- Legge di Starling: "La forza contrattile di un muscolo è direttamente proporzionale a alla lunghezza delle sue fibre all'inizio e alla fine della contrazione."
- Legge di Schwann: "La forza assoluta di un muscolo diminuisce man mano che esso si accorcia contraendosi, come i corpi elastici."

(Andrea Umili, Chinesiologia applicata per fitness e bodybuilding, 1991.)
Prendendo in considerazione questi dati si può concludere che più un fascio muscolare viene portato in stiramento, e più è forte. Inoltre si può comprendere il principio di pre-contrazione e pre-stiramento di un muscolo: quando un muscolo viene posto in maggiore tensione dall'inizio del movimento (cioè il pre-stiramento), è possibile non solo ottenere una maggiore forza muscolare complessiva, ma (soprattutto se biarticolare) ottenere anche un maggiore isolamento dello stesso rispetto all'intervento dei muscoli sinergici. Al contrario, se un muscolo viene portato in pre-contrazione, la sua tensione diminuisce o viene allentata, la forza generata dallo stesso decrementa, e maggiore carico viene distribuito sui muscoli sinergici monoarticolari, con il risultato che si potrebbe ridurre la capacità di sollevamento del carico, e il reclutamento del muscolo o fascio stesso. Naturalmente la capacità di sollevamento del carico è influenzata da ulteriori fattori come l'ampiezza del range of motion (ROM), o il punto di difficoltà (il punto del ROM in cui il carico è più pesante da sollevare).
Alcuni gruppi muscolari sono composti in parte da fasci monoarticolari, e in parte da fasci biarticolari. Altri gruppi muscolari sono composti solo da fasci monoarticolari, e altri solo da fasci biarticolari.
- Esempi di gruppi muscolari o muscoli composti sia da fasci biarticolari che monoarticolari sono: il tricipite brachiale, il tricipite surale, e i quadricipite.
- Esempi di gruppi muscolari o muscoli composti solo da fasci monoarticolari sono: il grande pettorale, il grande dorsale, il deltoide e gli addominali.
- Esempi di gruppi muscolari o muscoli composti solo da fasci biarticolari sono: il bicipite brachiale e gli ischio-crurali.

##### Gruppi muscolari monoarticolari
Ciò che il POF non considera, è che i gruppi muscolari sono strutturati tutti in maniera anche molto differente, quindi i suoi principi fondamentali non sarebbero applicabili con la stessa modalità in tutti i casi. Alcuni muscoli o gruppi muscolari, essendo composti solo da fasci monoarticolari o solo biarticolari, non possono essere portati in pre-contrazione o pre-stiramento con la pretesa di lavorare su diversi fasci dello stesso muscolo. Naturalmente esistono le eccezioni, per cui è necessario puntualizzare che, ad esempio, i diversi fasci del deltoide possono essere portati in pre-contrazione o pre-stiramento variando in partenza la rotazione del braccio (omero). Avendo il braccio una grande possibilità di movimento, il grande pettorale può essere sollecitato selettivamente su diversi fasci variando la traiettoria del braccio seguendo piani di lavoro molto diversi (flessione, estensione, flessione orizzontale). Anche in questo caso, pur essendo monoarticolare, è possibile portare in pre-contrazione alcuni suoi fasci e in pre-stiramento altri per colpire maggiormente una zona piuttosto che un'altra. Ciò nonostante, in questi casi non è il diverso range di movimento sullo stesso piano di lavoro a condizionare il lavoro muscolare, ma piuttosto una traiettoria articolare completamente diversa, oppure la diversa rotazione di un segmento nel caso dei deltoidi. Se il grande pettorale viene mantenuto sul piano di lavoro trasversale, compiendo quindi una flessione orizzontale, non vengono reclutati diversi fasci lavorando in maggiore contrazione o stiramento, perché essendo un fascio monoarticolare, ed essendo il piano di lavoro inalterato, il fascio o la parte coinvolta rimane la medesima. Semplicemente, se il petto parte da una posizione pre-contratta sullo stesso piano di lavoro subisce un decremento della forza e un minore stimolo, scaricando maggiormente il lavoro sui sinergici monoarticolari come il deltoide anteriore e il coracobrachiale.

##### Gruppi muscolari biarticolari
Proprio per questi principi biomeccanici, i gruppi muscolari solo biarticolari invece verrebbero altamente penalizzati dal lavoro in pre-contrazione. Portare in pre-contrazione un muscolo biarticolare non porta a stimolare lo stesso in maniera rilevante in massima contrazione, ma a distribuire il maggiore lavoro su altri fasci muscolari sinergici monoarticolari responsabili dello stesso movimento. L'esempio più rappresentativo è dato dal bicipite brachiale. Il bicipite ha diversi ruoli, ma i suoi principali movimenti sono la flessione dell'avambraccio sul braccio e la flessione del braccio sulla spalla. Esistono in realtà un'altra serie di muscoli responsabili del movimento di flessione dell'avambraccio, che sono il brachiale, il brachio-radiale, e il pronatore rotondo. A differenza del bicipite, questi ultimi tre sono monoarticolari, pertanto una variazione della posizione del braccio in partenza non varierebbe la loro lunghezza. Pare evidente che se viene eseguita una flessione dell'avambraccio quando il braccio parte da una posizione estesa o retroposta rispetto alla spalla (come nel curl su panca inclinata), il bicipite assumerà un ruolo più importante nel movimento, perché viene portato in pre-stiramento. Al contrario, se il braccio parte da una posizione flessa (curl su panca Scott, curl in concentrazione, spider curl), il bicipite viene portato in pre-contrazione, quindi il maggiore lavoro verrà distribuito sugli altri tre flessori monoarticolari dell'avambraccio, brachiale, brachio-radiale, e pronatore rotondo, con un particolare accento sul primo, e meno sul bicipite. Questo sarebbe uno dei motivi per cui in questi esercizi i carichi vengono ridotti: il bicipite assume un ruolo più marginale, e la massima forza viene penalizzata. Lo stesso discorso può essere esteso agli ischio-crurali. Anche questo gruppo muscolare, composto dal capo lungo del bicipite femorale, semimembranoso e semitendinoso, è in grado di compiere diversi movimenti, ma i principali sono la flessione della gamba sulla coscia, e l'estensione della coscia sull'anca. Come per il bicipite, anche in questo caso i movimenti di competenza degli ischio-crurali sono condivisi da numerosi muscoli sinergici, che possono intervenire con più o meno enfasi in base al grado di pre-contrazione o pre-stiramento degli ischio-crurali stessi. Gli altri flessori della gamba, alcuni dei quali biarticolari, sono: capo breve del bicipite femorale, sartorio, gracile, gastrocnemio, plantare e popliteo. Analogamente al bicipite brachiale, se la coscia (femore) viene portata in estensione in partenza (leg curl disteso, leg curl in piedi) gli ischio-crurali partono da una posizione pre-contratta, quindi il maggiore lavoro viene distribuito sugli altri 5 flessori della gamba, e meno sugli ischio-crurali stessi. Se la coscia invece viene portata in flessione in partenza (leg curl seduto) gli ischio-crurali vengono portati in pre-stiramento, e il movimento di flessione della gamba è maggiormente a carico degli stessi, piuttosto che degli altri 5 flessori. I movimenti poliarticolari (squat, leg press, hack squat) per le cosce inoltre coinvolgono gli ischio-crurali molto meno rispetto agli esercizi mirati come il leg curl e gli stacchi a gambe tese. Infatti è stato dimostrato che lo squat coinvolge gli ischio-crurali per circa metà rispetto al leg curl e gli stacchi a gambe tese, ma lo squat stimola l'attivazione degli ischio-crurali più del doppio rispetto al leg press. Ciò probabilmente dato anche dal fatto che con questi esercizi nella fase di contrazione gli ischio-crurali subiscono un parziale allungamento dalla loro inserzione (parte posteriore della gamba), invece che una contrazione completa.

##### Gruppi muscolari monoarticolari/biarticolari
I muscoli o gruppi muscolari composti sia da fasci biarticolari che monoarticolari sono quelli che trarrebbero maggiore vantaggio dal metodo POF, perché il principio di pre-contrazione e pre-stiramento in questo caso andrebbe a sollecitare selettivamente i diversi fasci muscolari che li compongono. Il quadricipite, ad esempio, è formato dai vasti mediale, intermedio e laterale, e dal retto femorale. I primi tre sono monoarticolari e svolgono solo l'estensione pura della gamba, mentre l'ultimo è biarticolare, e oltre a partecipare all'estensione della gamba, è anche un flessore della coscia. Richiamando i principi di pre-contrazione e pre-stiramento, è possibile comprendere che, se durante i movimenti di estensione della gamba il busto è più esteso sulla coscia, il retto femorale viene portato in pre-stiramento, e verrà maggiormente coinvolto (sissy squat, hack squat). Se al contrario, durante il movimento di estensione della gamba, il busto viene portato maggiormente in flessione (leg extension, leg press 45°), allora il retto verrà portato in pre-contrazione, e il lavoro sarà più concentrato sui vasti. Il tricipite brachiale è soggetto allo stesso principio. Esso è composto da capo mediale, capo laterale e capo lungo. A questi si aggiunge il muscolo anconeo, piccolo fascio monoarticolare sinergico nell'estensione. I primi due sono monoarticolari è partecipano solo alla pura estensione dell'avambraccio sul braccio. Il terzo è biarticolare, quindi oltre ad estendere l'avambraccio, è responsabile dell'estensione, dell'estensione orizzontale e dell'adduzione del braccio. In tal caso, se il braccio parte da una posizione estesa (lungo ai fianchi), il movimento di estensione dell'avambraccio sarà maggiormente a carico dei fasci monoarticolari (push down, kick back, distensioni strette) e del anconeo, perché il capo lungo viene portato in pre-contrazione. Mentre se il braccio parte da una posizione flessa (estensioni dietro la testa, french press, french press panca inclinata), il capo lungo viene portato in pre-stiramento, e assumerà un ruolo molto più importante nel movimento. Il terzo gruppo muscolare che può effettivamente trarre vantaggio dal metodo POF è il tricipite surale (volgarmente chiamato polpaccio), composto da gastrocnemio mediale e laterale, e soleo. Questo gruppo muscolare condivide il suo ruolo con numerosi muscoli sinergici, e i diversi capi possono avere un compito diversificato. Il soleo, essendo un muscolo monoarticolare, esegue l'azione limitata di flessione plantare (estensione del piede), mentre il gastrocnemio, essendo biarticolare, oltre a svolgere la stessa flessione plantare è anche un flessore della gamba sulla coscia (svolgendo quindi in parte lo stesso compito degli ischio-crurali). Anche in questo contesto è possibile direzionare selettivamaente il lavoro su soleo o gastrocnemio a seconda del grado di flessione della gamba sulla coscia. Se la gamba è flessa, il gastrocnemio viene portato in pre-contrazione, e il maggior lavoro sarà a carico del soleo (seated calf machine). Se invece la gamba viene estesa, il gastrocnemio, bi-articolare, viene portato in pre-stiramento, e quindi riesce a svolgere un compito più importante assumendosi maggiore carico, come è stato dimostrato da alcuni studi (standing calf, calf alla pressa, donkey calf).

##### Posizione intermedia
La definizione di esercizi in posizione intermedia è problematica e controversa. Sebbene possano esistere esercizi che prevedono un range of motion (ROM) ridotto, intermedio tra il massimo allungamento e il massimo stiramento di un muscolo, alcuni di quelli che secondo Holman apparterrebbero a questa categoria, realmente riescono a portare il muscolo in massima contrazione. L'esempio più emblematico è quello dei vari rematori per il grande dorsale, che da un punto di vista biomeccanico hanno effettivamente un ROM molto ridotto, ma impongono chiaramente la massima contrazione del grande dorsale (massima estensione del braccio lungo il fianco) piuttosto che prevedere un ROM intermedio. Altri esercizi teoricamente in posizione intermedia riuscirebbero invece a stirarne una sua parte: è il caso dei gruppi muscolari composti sia da fasci biarticolari che monoarticolari. Durante le distensioni strette per tricipiti ad esempio, i capi monoarticolari non subiscono un grado di stiramento intermedio, ma analogo a quello di un altro esercizio in massima contrazione come potrebbe essere il push down. Durante lo squat, i capi monoarticolari del quadricipite non subiscono uno stiramento intermedio, ma analogo se non maggiore rispetto ad un esercizio in contrazione come il leg extension.
Naturalmente il ROM può essere gestito e corretto dall'atleta in modo che risulti effettivamente intermedio anche quando normalmente non lo risulterebbe, ma non ci sarebbe necessariamente una correlazione tra esercizi dal ROM intermedio e la capacità di sollevare maggior carico. Alcuni esercizi in posizione di massimo allungamento potrebbero consentire di sollevare un carico analogo o superiore ad altri che impongono la posizione intermedia. Ciò dipenderebbe anche dal movimento monoarticolare o multiarticolare.
Si potrebbero richiamare ancora le leggi di Starling e di Schwann, le quali smentirebbero la teoria che vede negli esercizi in posizione intermedia i più adatti per sollevare maggior carico. Secondo questi principi, un muscolo riuscirebbe ad esercitare più forza in proporzione al suo grado di allungamento. Per tanto in condizioni normali, gli esercizi in posizione di allungamento riuscirebbero a consentire di sollevare carichi maggiori rispetto agli esercizi in posizione intermedia, dove invece il muscolo partirebbe da una posizione pre-contratta. Ciò che potrebbe consentire di sollevare più carico non è in sé la posizione intermedia o il ROM intermedio, ma il fatto che questi esercizi prevedono un mezzo movimento, quindi un ROM ridotto o parziale. Ma gli esercizi a ROM ridotto o parziale possono essere anche in posizione di massimo allungamento o di massima contrazione, o possono semplicemente essere rielaborati per fare in modo che corrispondano alle caratteristiche del movimento intermedio.

##### Posizione in allungamento
Per quanto riguarda la posizione in allungamento, è necessario segnalare alcune inconsistenze nella validità della teoria Holman. Come primo punto, molti esercizi che portano in pre-stiramento o in massimo stiramento un muscolo, non sono necessariamente di isolamento come afferma. Potrebbe essere il caso delle trazioni o lat machine strette e larghe, che pur riuscendo a portare il grande dorsale in massimo stiramento sono multiarticolari. Ma può essere anche il caso delle distensioni su panca, specialmente nella variante con manubri (per il fascio sternocostale), o le dip alle parallele (per il fascio clavicolare) per il grande pettorale. Per quanto riguarda il quadricipite, il sissy squat riesce a portare il retto femorale in massimo stiramento pur essendo multiarticolare, e la leg press 45° riesce a portare in massimo stiramento il grande gluteo e grande adduttore. Per tanto, non ci sarebbe una stretta correlazione tra gli esercizi che riescono a portare un muscolo in pre-stiramento o in maggiore stiramento e la natura monoarticolare di un esercizio. Inoltre, alcuni esercizi in allungamento potrebbero consentire di sollevare carichi maggiori di altri in posizione intermedia.
Holman giustifica la sua ipotesi citando i risultati dello studio di Antonio e Gonyea (1993), dove venne rilevato che uno sforzo muscolare in massimo allungamento applicando il principio del sovraccarico progressivo, fosse riuscito a favorire dei guadagni nell'aumento della massa muscolare di oltre il 300%, mediante l'evento di iperplasia muscolare, cioè la moltiplicazione delle fibre muscolari, più che la normale ipertrofia. Bisogna innanzitutto riconoscere che la ricerca era stata condotta su animali, pertanto la sua efficacia sull'uomo si poteva solo ipotizzare. Cosa ben più importante, non era stato considerato che nello studio il principio del sovraccarico progressivo non era stato applicato su normali ripetizioni isodinamiche (in cui il muscolo modifica la sua lunghezza in movimento) tipiche dei movimenti tradizionali, ma su ripetizioni isometriche in massimo stiramento, cioè quando il muscolo rimane contratto senza modificare la sua lunghezza (senza quindi spostare il carico) per una certa durata. Curiosamente l'efficacia di questa strategia dimostrata su animali portò alcuni ricercatori italiani (Paoli et al., 2004) a elaborare e testare una tecnica che si basava su questo principio, lo Stretch contrastato, che dimostrò di produrre un aumento significativo della massa muscolare superiore rispetto al metodo tradizionale e al Rest-pause. Tuttavia questa tecnica ha ben poco a che vedere con delle normali ripetizioni isodinamiche che enfatizzano il range di movimento in massimo allungamento, come quelle descritte nel metodo POF. Per cui la correlazione tra gli esercizi di isolamento in posizione di massimo allungamento applicando il sovraccarico progressivo, ed il presunto estremo guadagno di massa muscolare mediante iperplasia, realmente non è stato scientificamente dimostrato. A maggior ragione se si considera che secondo il POF gli esercizi in posizione di massimo allungamento dovrebbero essere monoarticolari, anche se è stato dimostrato che gli esercizi multiarticolari sarebbero più efficaci nello stimolo ormonale anabolico e sullo sviluppo della forza e ipertrofia, anche grazie alla capacità di sollevare maggior carico.
Secondo Holman, gli esercizi in massimo allungamento dovrebbero inoltre riuscire a sfruttare il meccanismo conosciuto come riflesso miotatico. Tale reazione avviene in risposta ad un allungamento brusco e improvviso di un muscolo nella fase di massimo stiramento, e consiste nell'attivare i fusi neuromuscolari (dei recettori situati all'interno del muscolo scheletrico), in maniera tale che rispondano causando una contrazione muscolare improvvisa. Si sostiene che il riflesso miotatico consenta di reclutare maggiori unità motorie nella fase concentrica a seguito del brusco allungamento eccentrico. Ciò potrebbe favorire un maggiore sviluppo muscolare. Il riflesso miotatico però non viene attivato automaticamente negli esercizi che consentono il massimo allungamento di un muscolo, esso piuttosto deve essere provocato appositamente eseguendo un movimento specifico. La tecnica che applica questo principio è denominata Doppio impatto, e non è una necessariamente una conseguenza degli esercizi in massimo stiramento muscolare.

##### Posizione di accorciamento
La posizione in accorciamento sembra essere la più controversa. Sicuramente per i gruppi muscolari composti sia da fasci monoarticolari che da fasci biarticolari, il POF può rivelarsi una strategia utilissima in quanto consentirebbe di reclutarli selettivamente in base alla posizione di pre-contrazione o pre-stiramento dei rispettivi capi poliarticolari. Questa serie di gruppi muscolari però è piuttosto limitata: si tratterebbe del tricipite brachiale, del tricipite surale, e del quadricipite. Inoltre, come per gli esercizi in posizione di allungamento, anche molti di quelli che portano il muscolo in contrazione non sono necessariamente di isolamento.
Per quanto riguarda invece i gruppi muscolari composti solo da fasci monoarticolari o solo da fasci biarticolari, il POF si presenterebbe come un metodo piuttosto discutibile. Questo in quanto, citando nuovamente le leggi di Starling e di Schwann e altri principi biomeccanici (Umili, 1991), per reclutare maggiormente un capo muscolare, questo dovrebbe essere posto in massima tensione dall'inizio del movimento, altrimenti maggior carico verrebbe facilmente trasferito sui muscoli sinergici e relativamente meno sul muscolo bersaglio. Ciò significa che di norma, mentre per i gruppi muscolari composti sia da capi monoarticolari che biarticolari, portare in pre-contrazione un capo biarticolare consentirebbe di lavorare maggiormente sui capi monoarticolari, nel caso dei gruppi muscolari solo monoarticolari o solo biarticolari, partire da una posizione pre-contratta in massima contrazione potrebbe portare a sollecitare maggiormente altri muscoli sinergici piuttosto che il gruppo muscolare coinvolto. Bisogna infine considerare che i gruppi muscolari composti solo da fasci monoarticolari o solo da fasci biarticolari sono la maggior parte: grande pettorale, grande dorsale, deltoide e addominali (solo monoarticolari); bicipite brachiale e ischio-crurali (solo biarticolari).
In realtà il pre-accorciamento potrebbe essere relativamente valido in alcune limitate circostanze, anche per i muscoli composti solo da fasci biarticolari o solo monoarticolari, cioè bicipite brachiale, gli ischio-crurali o il deltoide. Infatti in questi casi è possibile pre-stirare un capo e pre-contrarre l'altro per enfatizzare lo stimolo sul fascio pre-stirato. È stato ad esempio rilevato che il movimento di flessione dell'avambraccio con braccio addotto orienta maggiormente il lavoro sul capo lungo del bicipite. Al contrario il movimento di flessione dell'avambraccio con braccio abdotto enfatizzarebbe il lavoro sul capo breve. Ciò è dato dal fatto che il capo lungo del bicipite è anche un abduttore del braccio, mentre il capo breve è un adduttore e un flessore orizzontale dello stesso. Quindi modificando la posizione del braccio in partenza sul piano frontale (adduzione/abduzione) durante un curl per bicipiti, verrà reclutato maggiormente un fascio rispetto all'altro. Ciò è ipotizzabile anche in relazione agli ischio-crurali: il capo lungo del bicipite femorale è un extrarotatore della gamba, mentre il semimembranoso e il semitendinoso sono intrarotatori. Pare chiaro che per il principio di pre-contrazione e pre-stiramento, se si esegue una flessione della gamba in posizione extrarotata in partenza, i fasci pre-stirati saranno il semimembranoso e il semitendinoso, i quali si assumeranno un carico relativamente maggiore. Mentre se si esegue lo stesso movimento partendo con la gamba intrarotata, il fascio pre-stirato sarà il capo lungo del bicipite femorale, che assumerà un compito più importante. Questo può influire anche su un muscolo monoarticolare come il deltoide: ad esempio i capi anteriore e posteriore di questo muscolo sono rispettivamente intrarotatori ed extrarotatori del braccio. Se il movimento di abduzione viene compiuto con braccio extrarotato (come nel Sholuder press), il capo anteriore verrebbe portato in pre-stiramento, quindi dovrebbe assumersi maggior carico rispetto all'abduzione del braccio intrarotato. Se l'abduzione invece avviene a braccio intrarotato (come nelle alzate laterali o le tirate al petto), il capo anteriore viene pre-contratto, maggior carico verrebbe rivolto al capo laterale e posteriore.
Secondo Holman, gli esercizi in posizione di contrazione non permetterebbero al muscolo di rilassarsi durante una serie. In realtà questa affermazione sarebbe da ritenere piuttosto discutibile, in quanto, almeno in relazione ai pesi liberi, il muscolo può effettivamente perdere tensione, e quindi rilassarsi, quando il segmento attivo raggiunge la posizione verticale rispetto al terreno. Ad esempio nel curl su panca Scott, quando l'avambraccio raggiunge la linea verticale i flessori del gomito perdono notevolmente tensione. Nel shoulder press (lento), il deltoide perde gradualmente tensione man mano che il braccio si avvicina alla massima abduzione a 180°. Sul leg press 45° (per la pre-contrazione del retto femorale), i muscoli coinvolti perdono tensione con la massima contrazione, cioè quando gamba e coscia raggiungono la massima estensione. L'assenza o la ridotta perdita di tensione semmai è più attribuibile agli esercizi ai cavi alla poliercolina o ad una buona parte delle macchine isotoniche pensate appositamente per ciò che questa non si riduca in maniera significativa, ma non certo ai pesi liberi.
In ultima analisi, Holman sostiene che portare un muscolo o un gruppo muscolare in pre-contrazione, o enfatizzare il ROM in contrazione, equivalga ad applicare la tecnica dell'occlusione vascolare. Vengono citati svariati studi su questo metodo che diedero risultati interessanti sull'aumento della forza o dell'ipertrofia muscolare. Sembra non sia stato considerato che il metodo dell'occlusione vascolare non ha niente a che vedere con l'allenare un muscolo in massima contrazione o in pre-contrazione. Come viene riportato in un articolo sul POF in cui venivano citate alcune delle ricerche in questione, gli studiosi per constatare l'efficacia dell'occlusione vascolare non allenavano un muscolo in posizione di contrazione, ma utilizzavano semplicemente delle fasce o altri sistemi per bloccare la circolazione sanguigna del muscolo allenato. Sembra che anche in questo caso non ci sia alcuna correlazione tra i risultati scientifici positivi su alcuni metodi di allenamento, e il semplice stimolo di un muscolo in posizione di accorciamento.

### Riferimenti scientifici sul principio di pre-contrazione e pre-stiramento
Sebbene ci si possa basare sull'interpretazione di alcuni fondamenti e leggi muscolari, è necessario fare affidamento anche su studi elettromiografici che attestino la validità effettiva del principio di pre-contrazione e pre-stiramento. In una buona parte dei casi le ricerche hanno confermato l'attendibilità di queste leggi, ma molte altre volte non sono stati condotti studi elettromiografici sulla differente attività dei relativi muscoli coinvolti, anche in popolari esercizi come le dip alle parallele, il curl su panca Scott, il leg curl seduto o disteso. Altre volte invece sembra non sia stata rilevata o segnalata una significativa differenza tra esercizi che portano rispettivamente in pre-contrazione o in pre-stiramento un muscolo. Ad ogni modo, la letteratura scientifica tende a convalidare il principio che vede nei muscoli pre-contratti una minore attività e nei muscoli pre-stirati un'attività maggiore. Liu et al. (1997) rilevarono che la rotazione dell'omero (quindi la pre-contrazione e il pre-stiramento in partenza dei muscoli rotatori/elevatori) influisce sull'attività dei muscoli coinvolti nell'elevazione del braccio. Otis et al. (1994) constatarono che il sottoscapolare e la coppia sottospinato/piccolo rotondo hanno un'azione rilevante nell'elevazione del braccio, e il primo (intrarotatore) interviene maggiormente nell'elevazione a braccio extrarotato (pre-stirato), mentre i secondi (extrarotatori) intervengono maggiormente a braccio intrarotato (perché pre-stirati). Questa conclusione venne confermata successivamente anche da Kuechle et al. (2000). Secondo Basmajian (1978), il capo lungo del bicipite (che partecipa all'abduzione del braccio) è maggiormente chiamato in causa nel movimento di flessione dell'avambraccio quando il braccio è addotto (pre-stiramento del capo lungo, pre-contrazione del capo breve), mentre Tesch afferma che a braccia abdotte il capo lungo è meno reclutato (pre-stiramento del capo breve, pre-contrazione del capo lungo). Non ci sarebbero invece studi elettromiografici, almeno reperibili, sull'eventuale maggiore reclutamento del bicipite brachiale nel curl su panca inclinata (estensione del braccio in partenza e pre-stiramento del bicipite), e un minore reclutamento del bicipite nel curl su panca Scott (flessione del braccio in partenza e pre-contrazione del bicipite) a favore dei flessori monoarticolari, per ora teorizzato e supportato da alcuni autori. Ad ogni modo, è stato dimostrato che la flessione del braccio è ad opera sia del capo lungo che del capo breve, con una leggera maggiore attività del capo lungo (perché pre-stirato, essendo abduttore). Quindi gli esercizi che portano il bicipite in pre-contrazione durante la flessione del gomito (curl panca Scott, curl in concentrazione, spider curl) pre-contraggono entrambi i capi, con maggiore enfasi sul capo breve. L'attività specifica dei vari fasci del tricipite è stata poco analizzata sugli esercizi classici come il push down, il french press, e le estensioni dietro la testa. Si può teorizzare la maggiore attivazione del capo lungo a braccio flesso (pre-stiramento), e la maggiore attivazione dei fasci monoarticolari mediale e laterale con il braccio esteso (perché il capo lungo è pre-contratto). È stato visto che il capo lungo del tricipite è più attivo a braccio abdotto, evidentemente perché, essendo un adduttore del braccio, in abduzione viene portato in pre-stiramento. Per quanto riguarda il lavoro del tricipite alle dip alle parallele, la differente distribuzione del lavoro tra questi e il grande pettorale è stata anch'essa solo teorizzata. Non esistono prove elettromiografiche dirette che accertino la maggiore attivazione dei tricipiti eseguendo una variante in cui il busto è verticale, o viceversa una maggiore attivazione del grande pettorale quando il busto è inclinato all'indietro. Considerando che l'inclinazione del busto all'indietro porta in pre-contrazione i fasci del grande pettorale (minore estensione del braccio), potrebbe non essere effettiva. Nelle diverse varianti delle distensioni su panca, è stata rilevata una diversa attività dei tricipiti quando queste venivano svolte con la presa stretta. Le motivazioni sono principalmente due: 1) la presa stretta (eseguendo l'esercizio sul piano trasversale) porta in pre-stiramento il tricipite e aumenta il suo range of motion, pertanto agisce più rilevantemente; 2) la presa stretta porta ad addurre leggermente i gomiti per poter consentire il movimento, e questa adduzione porta in leggera pre-contrazione il grande pettorale (con i fasci sterno-costale e infero-sternale), pertanto maggiore carico viene distribuito sui muscoli sinergici tra cui il tricipite. La leggera adduzione del braccio connessa con una presa più stretta porta ad attivare maggiormente il fascio clavicolare (fascio alto) del grande pettorale rispetto alla posizione a 90° di abduzione e a 30° di adduzione. Ciò è stato confermato indirettamente anche da Lehman (2005), il quale rilevò che sulla panca a presa inversa (supina), l'attività muscolare del fascio clavicolare del grande pettorale era superiore del 30% rispetto alla variante standard a presa prona, verosimilmente perché la prima portava ad una maggiore adduzione del braccio. Su panca piana il grande pettorale e il deltoide anteriore vengono maggiormente attivati a presa larga, presumubilmente perché il tricipite viene posto in pre-contrazione. Per quanto riguarda la distribuzione del lavoro muscolare tra quadricipiti e grande gluteo sul leg press, Da Silva et al. (2008) rilevarono che i piedi alti sulla pedana distribuiscono maggiormente il lavoro sul grande gluteo, mentre il piedi bassi attivano più il quadricipite. Ciò presumibilmente viene influenzato anche dalla pre-contrazione e il pre-stiramento di alcuni dei muscoli coinvolti. Con una posizione bassa sulla pedana la gamba viene maggiormente flessa in partenza, quindi il quadricipite viene portato in pre-stiramento venendo maggiormente attivato. Al contrario, con i piedi alti lo stesso muscolo viene portato in pre-contrazione, quindi il grande gluteo si assume maggior carico. Paoli et al. (2009) notarono che eseguendo lo squat, il grande gluteo (che tra i vari ruoli è anche adduttore e adduttore orizzontale) interviene maggiormente con una posizione dei piedi doppia rispetto alle spalle (cioè con gambe più abdotte, pre-stirandolo). Maffiuletti e Lepers rilevarono che l'attività del retto femorale del quadricipite era maggiore sul leg extension supino rispetto alla normale variante da seduto (l'estensione del busto porta in pre-stiramento il retto femorale). Signorile et al. (2002) notarono che il soleo può essere reclutato più efficacemente con il ginocchio flesso a 90° (con il gastrocnemio pre-contratto), mentre il gastrocnemio mediale con la gamba completamente estesa (pre-stirato).
Uno studio di Lehman et al. (2004) potrebbe rappresentare un'eccezione alla regola sul principio di pre-contrazione e pre-stiramento. Paragonando il lat machine a presa larga, il lat machine a presa stretta supina, e il row da seduto, trovarono che effettivamente il gruppo dell'alta schiena composto da trapezio e romboidi (sinergici del grande dorsale) intervenivano maggiormente con il row seduto (in parte perché il grande dorsale parte da una posizione pre-contratta). Anche il grande dorsale però, pur partendo da una posizione pre-contratta rispetto alle trazioni al lat machine, esibiva una maggiore attività con lo stesso row da seduto rispetto alle varie trazioni. Tuttavia i risultati non sono definitivi perché l'esecuzione delle trazioni al lat machine prevedeva delle mezze ripetizioni (flessione dei gomiti solo fino a 90°) e non dei movimenti completi in massima contrazione (gomiti ai fianchi). Un'altra eccezione a questa regola è data dal già citato studio di Signorile sul tricipite surale. L'équipe di studiosi dimostrò che si poteva fare una distinzione tra gastrocnemio mediale e laterale. Mentre il gastrocnemio mediale era soggetto a tale principio (veniva maggiormente reclutato con l'estensione della gamba), il fascio laterale non veniva altrettanto influenzato dal grado di flessione/estensione della gamba sulla coscia.
Eccezioni a parte, si può riconoscere che il principio di pre-contrazione e pre-stiramento dei muscoli coinvolti sia valido in buona parte dei casi, quindi esso è determinante per valutare il grado di reclutamento di alcuni fasci muscolari. In base a queste evidenze il POF potrebbe fallire nel dimostrarsi efficace soprattutto in relazione agli esercizi in posizione di contrazione, se rivolti a muscoli composti solo da fasci monoarticolari o solo da fasci biarticolari, esercitando potenzialmente una maggiore distribuzione del carico su altri muscoli o gruppi muscolari che non si intende stimolare.

### Ulteriori punti
- il POF non potrebbe essere applicato su tutti i gruppi muscolari;
- in diversi casi la posizione di massima contrazione (pre-contrazione) penalizza il reclutamento del muscolo bersaglio, ponendo maggiore stress su altri muscoli sinergici;
- il POF imposta 3 esercizi per ogni gruppo muscolare, senza considerare che i gruppi muscolari piccoli necessitano di minore stimolo e minori esercizi in proporzione ai gruppi muscolari grandi, e questo dovrebbe portare a diversificare il numero di esercizi dei rispettivi in base alla loro grandezza;
- imponendo l'esecuzione di 3 esercizi per gruppo muscolare, applicando il POF su tutti i gruppi durante una sessione si può correre il rischio di aumentare troppo il volume di lavoro e la durata della sessione stessa, nel caso i gruppi muscolari previsti siano svariati;
- sebbene la teoria del POF sostenga che gli esercizi in allungamento e in contrazione debbano essere monoarticolari, molte volte questa esigenza non riesce ad essere rispettata;
- alcuni gruppi muscolari (tricipite surale, addominali) non sono provvisti di esercizi in posizione strettamente intermedia a meno che il ROM non venga appositamente modificato e ridotto, con vantaggi discutibili;
- alcuni gruppi muscolari o muscoli dovrebbero essere allenati solo in fase di allungamento o solo in fase di contrazione, al fine di modificarne, o non alterarne la lunghezza per motivi posturali (Legge Borelli Weber Fick);
- potrebbe non avere senso stimolare i muscoli posturali (addome, bassa schiena, alta schiena, cuffia dei rotatori) con questo metodo in quanto non necessitano tanto di sviluppo ipertrofico ma più di uno stimolo specifico tonificante posturale;
- altri grossi gruppi muscolari che influiscono sulla postura, in contesti specifici dovrebbero evitare posizioni di massima contrazione o massimo allungamento;
- la valutazione degli esercizi in base alla posizione intermedia, in allungamento, e in contrazione in molti casi sembra piuttosto arbitraria e relativa, in quanto dall'analisi biomeccanica-anatomica muscolare alcuni di questi esercizi non corrispondono alla rispettiva traiettoria teorizzata;
- in molti casi il ROM di un esercizio deve essere appositamente alterato o modificato per fare in modo che coincida con la posizione prestabilita;

## Esempi di sequenze di esercizi in stile POF

### Gran pettorale

#### Esempio POF 1
- Panca piana bilanciere (intermedio)
- Pull-over (allungamento)
- Croci cavi chiusura incrociata (contrazione)

#### Esempio POF 2 (parte alta)
- Panca inclinata bilanciere (intermedio)
- Croci panca inclinata (allungamento)
- Croci alte ai cavi (contrazione)

#### Esempio POF 3 (parte bassa)
- Distensioni declinata bilanciere (intermedio)
- Croci panca declinata (allungamento)
- Croci basse ai cavi (contrazione)

### Gran dorsale

#### Esempio POF 1
- Trazioni alla sbarra (intermedio)
- Pull-down braccia tese al cavo (allungamento)
- Rematore bilanciere (contrazione)

#### Esempio POF 2
- Lat machine presa stretta (intermedio)
- Pull-over (allungamento)
- Low row (contrazione)

#### Esempio POF 3
- Lat machine (intermedio)
- Pull-over (allungamento)
- Pull-down braccia tese al cavo (contrazione)

### Alta schiena/Dorsali posteriori

#### Esempio POF 1
- Lat machine dietro (intermedio)
- Pectoral machine inverso (allungamento)
- Reverse fly manubri (contrazione)

#### Esempio POF 2
- Lat machine dietro (intermedio)
- Reverse fly al cavo (allungamento)
- Pulley largo (contrazione)

### Deltoidi (antero-laterali)

#### Esempio POF 1
- Tirate al petto (intermedio)
- Alzate laterali decubito laterale (allungamento)
- Shoulder press (contrazione)

#### Esempio POF 2
- Alzate laterali (intermedio)
- Alzate laterali al cavo (allungamento)
- Tirate al mento (contrazione)

### Bicipiti

#### Esempio POF 1
- Curl bilanciere (intermedio)
- Curl panca inclinata (allungamento)
- Curl panca Scott (contrazione)

#### Esempio POF 2
- Curl manubri seduto (intermedio)
- Curl panca inclinata (allungamento)
- Curl in concentrazione (contrazione)

### Tricipiti

#### Esempio POF 1
- French press panca piana (intermedio)
- French press panca inclinata (allungamento)
- Push down (contrazione)

#### Esempio POF 2
- Distensioni presa stretta (intermedio)
- Estensioni dietro la testa (allungamento)
- Kick back (contrazione)

### Cosce

#### Esempio POF 1
- Squat (intermedio)
- Sissy squat (allungamento)
- Leg press 45° (contrazione)

#### Esempio POF 2
- Hack squat (intermedio)
- Sissy squat (allungamento)
- Leg extension (contrazione)

### Ischio-crurali
- Seated leg curl (intermedio)
- Stacchi a gambe tese (allungamento)
- Prone leg curl (contrazione)

### Tricipite surale
- Standing calf machine (allungamento)
- Seated calf machine (contrazione)

## Altri metodi di resistenza
- Circuit Training (CT)
- Peripheral Heart Action (PHA)
- High Volume Training (HVT)
- Weider system
- High Intensity Training (HIT)/Heavy Duty (HD)
- German Volume Training (GVT)
- German Body Composition (GBC)
- Hypertrophy-Specific Training (HST)
- High Tension Training (HTT)
- Escalating Density Training (EDT)
- Paired set training
- Power factor training
- Static contraction training
- Body contact
- Zone training
- Metabolic resistance training (MRT)
- Fascial Stretch Training (FST-7)
- Breve intenso infrequente organizzato (BIIO)